# Patrick Galbraith
Patrick Galbraith (Tacoma, 16 april 1967) is een voormalig Amerikaanse tennisspeler die tussen 1989 en 2000 als prof uitkwam op de ATP-tour.
Galbraith was vooral in het dubbelspel succesvol met zesendertig toernooizeges met als belangrijkste de ATP Tour World Doubles Championships in 1995 door met Grant Connell het Nederlandse duo Jacco Eltingh en Paul Haarhuis te verslaan.
Hij stond daarnaast in nog eens negentien finales waaronder op Wimbledon in 1993 en 1994.
Op 18 oktober 1993 bereikte Galbraith de nummer één-positie op de ATP-dubbelranking.
In het gemengddubbel won Galbraith de US Open in 1994 met de Zuid-Afrikaanse Elna Reinach en in 1996 met de Amerikaanse Lisa Raymond.
Voor zijn profcarrière speelde Galbraith Collegetennis voor UCLA.

## Palmares

### Dubbelspel
| Nr.                           | Datum            | Toernooi                             | Ondergrond    | Partner          | Tegenstanders in finale             | Score               | Details |
| ----------------------------- | ---------------- | ------------------------------------ | ------------- | ---------------- | ----------------------------------- | ------------------- | ------- |
| Gewonnen finales heren dubbel |                  |                                      |               |                  |                                     |                     |         |
| 1.                            | 16 juli 1989     | ATP Newport                          | Gras          | Brian Garrow     | Neil Broad Stefan Kruger            | 2–6, 7–5, 6–3       | Details |
| 2.                            | 18 februari 1990 | ATP Toronto                          | Tapijt (i)    | David Macpherson | Neil Broad Kevin Curren             | 3–6, 6–3, 6–4       | Details |
| 3.                            | 21 oktober 1990  | ATP Lyon                             | Tapijt (i)    | Kelly Jones      | Jim Grabb David Pate                | 7–6, 6–4            | Details |
| 4.                            | 3 maart 1991     | ATP Rotterdam                        | Tapijt (i)    | Anders Järryd    | Steve DeVries David Macpherson      | 7–6, 6–2            | Details |
| 5.                            | 7 april 1991     | ATP Hong Kong                        | Hardcourt     | Todd Witsken     | Glenn Michibata Robert Van't Hof    | 6–2, 6–4            | Details |
| 6.                            | 5 mei 1991       | ATP München                          | Gravel        | Todd Witsken     | Anders Järryd Danie Visser          | 7–5, 6–4            | Details |
| 7.                            | 28 juli 1991     | ATP Montreal                         | Hardcourt     | Todd Witsken     | Grant Connell Glenn Michibata       | 6–4, 3–6, 6–1       | Details |
| 8.                            | 19 april 1992    | ATP Nice                             | Gravel        | Scott Melville   | Pieter Aldrich Danie Visser         | 6–1, 3–6, 6–4       | Details |
| 9.                            | 3 mei 1992       | ATP Madrid                           | Gravel        | Patrick McEnroe  | Francisco Clavet Carlos Costa       | 6–3, 6–2            | Details |
| 10.                           | 21 juni 1992     | ATP Manchester                       | Gras          | David Macpherson | Jeremy Bates Laurie Warder          | 4–6, 6–3, 6–2       | Details |
| 11.                           | 26 juli 1992     | ATP Toronto                          | Hardcourt     | Danie Visser     | Andre Agassi John McEnroe           | 6–4, 6–4            | Details |
| 12.                           | 9 augustus 1992  | ATP Los Angeles                      | Hardcourt     | Jim Pugh         | Francisco Montana David Wheaton     | 7–6, 7–6            | Details |
| 13.                           | 17 januari 1993  | ATP Auckland                         | Hardcourt     | Grant Connell    | Alex Antonitsch Aleksandr Volkov    | 6–3, 7–6            | Details |
| 14.                           | 17 oktober 1993  | ATP Tokyo Indoor                     | Tapijt (i)    | Grant Connell    | Luke Jensen Murphy Jensen           | 6–3, 6–4            | Details |
| 15.                           | 14 november 1993 | ATP Antwerp                          | Tapijt (i)    | Grant Connell    | Wayne Ferreira Javier Sánchez       | 6–3, 7–6            | Details |
| 16.                           | 6 maart 1994     | ATP Indian Wells                     | Hardcourt     | Grant Connell    | Byron Black Jonathan Stark          | 7–5, 6–3            | Details |
| 17.                           | 24 juli 1994     | ATP Washington                       | Hardcourt     | Grant Connell    | Jonas Björkman Jakob Hlasek         | 6–4, 4–6, 6–3       | Details |
| 18.                           | 21 augustus 1994 | ATP New Haven                        | Hardcourt     | Grant Connell    | Jacco Eltingh Paul Haarhuis         | 6–3, 7–6            | Details |
| 19.                           | 16 oktober 1994  | ATP Tokyo Indoor                     | Tapijt (i)    | Grant Connell    | Byron Black Jonathan Stark          | 6–3, 3–6, 6–4       | Details |
| 20.                           | 15 januari 1995  | ATP Auckland                         | Hardcourt     | Grant Connell    | Luis Lobo Javier Sánchez            | 6–4, 6–3            | Details |
| 21.                           | 12 februari 1995 | ATP Dubai                            | Hardcourt     | Grant Connell    | Tomás Carbonell Francisco Roig      | 6–2, 4–6, 6–3       | Details |
| 22.                           | 26 februari 1995 | Stuttgart Indoor                     | Tapijt (i)    | Grant Connell    | Cyril Suk Daniel Vacek              | 6–2, 6–2            | Details |
| 23.                           | 5 november 1995  | ATP Parijs                           | Tapijt (i)    | Grant Connell    | Jim Grabb Todd Martin               | 6–2, 6–2            | Details |
| 24.                           | 26 november 1995 | ATP Tour World Doubles Championships | Tapijt (i)    | Grant Connell    | Jacco Eltingh Paul Haarhuis         | 7–6, 7–6, 3–6, 7–6  | Details |
| 25.                           | 10 maart 1996    | ATP Scottsdale                       | Hardcourt     | Rick Leach       | Richey Reneberg Brett Steven        | 5–7, 7–5, 7–5       | Details |
| 26.                           | 14 april 1996    | ATP Hong Kong                        | Hardcourt     | Andrej Olchovski | Kent Kinnear Dave Randall           | 6–3, 6–7, 7–6       | Details |
| 27.                           | 25 augustus 1996 | ATP Toronto                          | Hardcourt     | Paul Haarhuis    | Mark Knowles Daniel Nestor          | 7–6, 6–3            | Details |
| 28.                           | 10 november 1996 | ATP Stockholm                        | Hardcourt (i) | Jonathan Stark   | Todd Martin Chris Woodruff          | 7–6, 6–4            | Details |
| 29.                           | 12 januari 1997  | ATP Auckland                         | Hardcourt     | Ellis Ferreira   | Rick Leach Jonathan Stark           | 6–4, 4–6, 7–6       | Details |
| 30.                           | 23 februari 1997 | ATP Memphis                          | Hardcourt (i) | Ellis Ferreira   | Rick Leach Jonathan Stark           | 6–3, 3–6, 6–1       | Details |
| 31.                           | 22 juni 1997     | ATP Nottingham                       | Gras          | Ellis Ferreira   | Danny Sapsford Chris Wilkinson      | 4-6, 7-6(6), 7-6(4) | Details |
| 32.                           | 12 oktober 1997  | ATP Wenen                            | Tapijt (i)    | Ellis Ferreira   | Marc-Kevin Goellner David Prinosil  | 6–3, 6–4            | Details |
| 33.                           | 19 oktober 1997  | ATP Lyon                             | Tapijt (i)    | Ellis Ferreira   | Olivier Delaître Fabrice Santoro    | 3–6, 6–2, 6–4       | Details |
| 34.                           | 18 januari 1998  | ATP Auckland                         | Hardcourt     | Brett Steven     | Tom Nijssen Jeff Tarango            | 6–4, 6–2            | Details |
| 35.                           | 2 mei 1999       | ATP Atlanta                          | Gravel        | Justin Gimelstob | Todd Woodbridge Mark Woodforde      | 5-7, 7-6(4), 6-3    | Details |
| 36.                           | 20 juni 1999     | ATP Nottingham                       | Gras          | Justin Gimelstob | Marius Barnard Brent Haygarth       | 5-7, 7-5, 6-3       | Details |
| Verloren finales heren dubbel |                  |                                      |               |                  |                                     |                     |         |
| 1.                            | 14 oktober 1990  | ATP Berlijn                          | Tapijt (i)    | Kevin Curren     | Pieter Aldrich Danie Visser         | 7–6, 7–6            | Details |
| 2.                            | 8 november 1992  | ATP Parijs                           | Tapijt (i)    | Danie Visser     | John McEnroe Patrick McEnroe        | 4-6, 2-6            | Details |
| 3.                            | 7 februari 1993  | ATP Dubai                            | Hardcourt     | Grant Connell    | John Fitzgerald Anders Järryd       | 2-6, 1-6            | Details |
| 4.                            | 9 mei 1993       | ATP Hamburg                          | Gravel        | Grant Connell    | Paul Haarhuis Mark Koevermans       | 4-6, 7-6, 6-7       | Details |
| 5.                            | 3 juli 1993      | Wimbledon                            | Gras          | Grant Connell    | Todd Woodbridge Mark Woodforde      | 5-7, 3-6, 6-7(4)    | Details |
| 6.                            | 25 juli 1993     | ATP Washington                       | Hardcourt     | Grant Connell    | Byron Black Rick Leach              | 4-6, 5-7            | Details |
| 7.                            | 16 januari 1994  | ATP Auckland                         | Hardcourt     | Grant Connell    | Patrick McEnroe Jared Palmer        | 2-6, 6-4, 4-6       | Details |
| 8.                            | 20 februari 1994 | ATP Stuttgart Indoor                 | Tapijt (i)    | Grant Connell    | David Adams Andrej Olchovski        | 7–6, 4-6, 6-7       | Details |
| 9.                            | 2 juli 1994      | Wimbledon                            | Gras          | Grant Connell    | Todd Woodbridge Mark Woodforde      | 6-7(3), 3-6, 1-6    | Details |
| 10.                           | 25 juni 1995     | ATP Nottingham                       | Gras          | Danie Visser     | Luke Jensen Murphy Jensen           | 3-6, 7-5, 4-6       | Details |
| 11.                           | 8 oktober 1995   | ATP Kuala Lumpur                     | Tapijt (i)    | Grant Connell    | Patrick McEnroe Mark Philippoussis  | 5-7, 4-6            | Details |
| 12.                           | 12 november 1995 | ATP Stockholm                        | Hardcourt (i) | Grant Connell    | Jacco Eltingh Paul Haarhuis         | 6-3, 2-6, 6-7       | Details |
| 13.                           | 31 maart 1996    | ATP Key Biscayne                     | Hardcourt     | Ellis Ferreira   | Todd Woodbridge Mark Woodforde      | 1–6, 3–6            | Details |
| 14.                           | 2 maart 1997     | ATP Philadelphia                     | Hardcourt (i) | Ellis Ferreira   | Sébastien Lareau Alex O'Brien       | 3–6, 3–6            | Details |
| 15.                           | 9 november 1997  | ATP Stockholm                        | Hardcourt (i) | Ellis Ferreira   | Marc-Kevin Goellner Richey Reneberg | 3–6, 6–3, 6–7       | Details |
| 16.                           | 26 juli 1998     | ATP Washington                       | Hardcourt     | Wayne Ferreira   | Grant Stafford Kevin Ullyett        | 2-6, 4-6            | Details |
| 17.                           | 10 januari 1999  | ATP Adelaide                         | Hard          | Jim Courier      | Gustavo Kuerten Nicolás Lapentti    | 4-6, 4-6            | Details |
| 18.                           | 17 januari 1999  | ATP Sydney                           | Hardcourt     | Paul Haarhuis    | Sébastien Lareau Daniel Nestor      | 3-6, 4-6            | Details |
| 19.                           | 12 maart 2000    | ATP Scottsdale                       | Hardcourt     | David Macpherson | Jared Palmer Richey Reneberg        | 3-6, 5-7            | Details |

## Prestatietabel
| Legenda | Legenda                          |
| ------- | -------------------------------- |
| g.t.    | geen toernooi gehouden           |
| l.c.    | lagere categorie                 |
| –       | niet deelgenomen                 |
| G       | uitgeschakeld in de groepsfase   |
| 1R      | uitgeschakeld in de eerste ronde |
| 2R      | uitgeschakeld in de tweede ronde |
| 3R      | uitgeschakeld in de derde ronde  |
| 4R      | uitgeschakeld in de vierde ronde |
| KF      | uitgeschakeld in de kwartfinale  |
| HF      | uitgeschakeld in de halve finale |
| F       | de finale verloren               |
| W       | het toernooi gewonnen            |
| w-v     | winst/verlies-balans             |

### Prestatietabel grand slam, dubbelspel
| Grandslamtoernooien       |                             |                             |        |        |       |        |        |        |       |        |        |        |       |         |
| Australian Open           | –                           | –                           | 1R     | 2R     | 1R    | 2R     | 1R     | 2R     | HF    | KF     | KF     | KF     | 1R    | 16-11   |
| Roland Garros             | –                           | –                           | 1R     | 1R     | 3R    | 1R     | HF     | 2R     | 2R    | 2R     | KF     | 1R     | 1R    | 12-11   |
| Wimbledon                 | –                           | –                           | 2R     | KF     | 2R    | F      | F      | 1R     | 3R    | 3R     | KF     | 3R     | 2R    | 25-11   |
| US Open                   | 1R                          | 3R                          | HF     | 2R     | 3R    | 2R     | 1R     | HF     | 2R    | 1R     | 1R     | –      | 2R    | 16-12   |
| Winst-verlies             | 0-1                         | 2-1                         | 5-4    | 5-4    | 5-4   | 7-4    | 9-4    | 6-4    | 8-4   | 6-4    | 9-4    | 5-3    | 2-4   | 69-45   |
| Tennis Masters Cup        |                             |                             |        |        |       |        |        |        |       |        |        |        |       |         |
| ATP World Tour Finals     | –                           | –                           | –      | G      | –     | HF     | G      | W      | –     | G      | –      | –      | –     | 8-10    |
| ATP Masters 1000          |                             |                             |        |        |       |        |        |        |       |        |        |        |       |         |
| Indian Wells              | Geen Masters 1000 Voor 1990 | Geen Masters 1000 Voor 1990 | KF     | KF     | 2R    | 2R     | W      | KF     | 2R    | 1R     | 2R     | KF     | 2R    | 15-10   |
| Miami                     | Geen Masters 1000 Voor 1990 | Geen Masters 1000 Voor 1990 | –      | 2R     | 2R    | 2R     | 2R     | HF     | F     | 2R     | 3R     | 2R     | HF    | 12-10   |
| Monte Carlo               | Geen Masters 1000 Voor 1990 | Geen Masters 1000 Voor 1990 | 2R     | HF     | 2R    | 2R     | KF     | 2R     | –     | KF     | –      | –      | 1R    | 6-8     |
| Hamburg                   | Geen Masters 1000 Voor 1990 | Geen Masters 1000 Voor 1990 | –      | KF     | KF    | F      | 2R     | KF     | HF    | HF     | –      | –      | 1R    | 12-8    |
| Rome                      | Geen Masters 1000 Voor 1990 | Geen Masters 1000 Voor 1990 | 1R     | –      | 1R    | 1R     | 1R     | 2R     | HF    | 2R     | KF     | –      | 1R    | 7-9     |
| Montréal/Toronto          | Geen Masters 1000 Voor 1990 | Geen Masters 1000 Voor 1990 | –      | W      | W     | HF     | 2R     | HF     | W     | 2R     | 2R     | –      | –     | 18-5    |
| Cincinnati                | Geen Masters 1000 Voor 1990 | Geen Masters 1000 Voor 1990 | 2R     | 2R     | KF    | HF     | KF     | KF     | 2R    | KF     | 1R     | –      | 1R    | 10-10   |
| Stockholm/Essen/Stuttgart | Geen Masters 1000 Voor 1990 | Geen Masters 1000 Voor 1990 | KF     | HF     | 2R    | HF     | 2R     | HF     | 2R    | 2R     | –      | –      | –     | 8-8     |
| Parijs                    | Geen Masters 1000 Voor 1990 | Geen Masters 1000 Voor 1990 | 2R     | HF     | F     | KF     | HF     | W      | 1R    | HF     | –      | –      | –     | 15-7    |
| Olympische Spelen         |                             |                             |        |        |       |        |        |        |       |        |        |        |       |         |
| Olympische Spelen         | –                           | n.v.t                       | n.v.t. | n.v.t. | –     | n.v.t. | n.v.t. | n.v.t. | –     | n.v.t. | n.v.t. | n.v.t. | –     | 0-0     |
| Statistieken              |                             |                             |        |        |       |        |        |        |       |        |        |        |       |         |
| Totaal aantal titels      | 0                           | 1                           | 2      | 4      | 5     | 3      | 4      | 5      | 4     | 5      | 2      | 1      | 0     | 36      |
| Totaal winst-verlies      | 0-1                         | 8-5                         | 31-25  | 41-22  | 45-23 | 44-24  | 44-23  | 49-25  | 47-24 | 47-24  | 33-21  | 23-14  | 18-19 | 430-250 |
| Eindejaarsranking         | 508                         | 69                          | 20     | 9      | 13    | 2      | 7      | 6      | 10    | 9      | 28     | 50     | 73    |         |